# گنچووتسی (گابرووو)
گنچووتسی (به بلغاری: Genchovtsi) یک منطقهٔ مسکونی در بلغارستان است که در شهرستان گابروو واقع شده‌است.